# Pascal Boucherit
Pascal Boucherit (Angers, Maine-et-Loire, 7 de agosto de 1959) é um ex-canoísta francês especialista em provas de velocidade.

## Carreira
Foi vencedor da medalha de bronze em K-4 1000 m em Los Angeles 1984, junto com os seus colegas de equipa Philippe Boccara, François Barouh e Didier Vavasseur.